# Gumicsöves kriptanalízis
A kriptográfiában a gumicsöves kriptanalízis egy eufemizmus a titkosított adatok (például egy file jelszava) megszerzésére kényszerítéssel vagy kínzással – mint például a személy gumicsővel való megverésével, melyről az eljárás is kapta a nevét – szemben a matematikai vagy műszaki kriptoanalitikai támadásokkal szemben.

## Részletek
Az Amnesty International és az ENSZ szerint a világ számos országában rutinszerűen kínoznak embereket.
Ezért logikus feltételezés, hogy legalább néhány ilyen ország alkalmazza (vagy hajlandó lenne alkalmazni) a gumicsöves kriptanalízis valamilyen formáját. A gyakorlatban a pszichológiai kényszerítés ugyanolyan hatékonynak bizonyulhat, mint a fizikai kínzás. A fizikailag nem erőszakos, de erősen megfélemlítő módszerek közé tartoznak az olyan taktikák, mint a kemény jogi büntetésekkel való fenyegetés. Az együttműködésre való ösztönzés lehet valamilyen vádalku, például a gyanúsítottal szembeni büntetőjogi vádak ejtésének vagy csökkentésének felajánlása a nyomozókkal való teljes együttműködésért cserébe. Alternatív megoldásként egyes országokban azzal fenyegetőzhetnek, hogy a kihallgatott személy közeli hozzátartozóit (pl. házastársát, gyermekeit vagy szüleit) bűnrészességgel vádolják (vagy erőszakot alkalmaznak ellenük), ha nem működnek együtt.
Bizonyos helyzetekben a gumicső kriptoanalízis nem biztos, hogy életképes támadás, mivel az adatokat titokban kell visszafejteni; az olyan információk, mint például egy jelszó, elveszíthetik értéküket, ha kiderül, hogy felfedték azokat. Az érvelés szerint az erős kriptográfia egyik célja, hogy az ellenfeleket arra kényszerítse, hogy kevésbé rejtett támadásokat legyenek kénytelenek alkalmazni.
A kifejezés legkorábbi ismert használata a sci.crypt hírcsoportban történt, egy 1990. október 16-i üzenetben, amelyet Marcus J. Ranum írt, utalva a testi fenyítésre:
...a kriptoanalízis gumicső technikája. (amely során egy gumicsövet erősen és gyakran alkalmaznak a talpakon, amíg a kriptorendszer kulcsát meg nem találják; ez a folyamat meglepően rövid időt vehet igénybe, és számítási szempontból meglehetősen olcsó).
Bár a kifejezést tréfásan használják, a jelentése komoly: a modern kriptorendszerekben a leggyengébb láncszem gyakran az emberi felhasználó.
A rejtjelező algoritmus vagy az alkalmazott kriptográfiai protokollok elleni közvetlen támadás valószínűleg sokkal drágább és nehezebb, mint a rendszert használó vagy kezelő emberek megtámadása. Ezért számos kriptorendszert és biztonsági rendszert úgy terveznek, hogy különös hangsúlyt fektetnek az emberi sebezhetőség minimálisra csökkentésére. A nyilvános kulcsú kriptográfiában például a védekező rendelkezhet az üzenet titkosításához szükséges kulccsal, de nem a megfejtéséhez szükséges dekódoló kulccsal. A probléma itt az, hogy a védő esetleg nem tudja meggyőzni a támadót, hogy hagyjon fel a kényszerítéssel. A hihetően letagadható titkosításban létrehoznak egy második kulcsot, amely egy második meggyőző, de viszonylag ártalmatlan üzenetet nyit meg (például látszólag személyes írásokat, amelyek valamilyen „deviáns” gondolatokat vagy vágyakat fejeznek ki, amelyek törvényesek, de tabunak számítanak), így a védő bizonyítani tudja, hogy átadta a kulcsokat, miközben a támadó nem tud az elsődleges rejtett üzenetről. Ebben az esetben a tervező elvárása az, hogy a támadó ezt ne vegye észre, és lemondjon a fenyegetésről vagy a tényleges kínzásról. A kockázat azonban az, hogy a támadó tisztában lehet a tagadható titkosítással, és feltételezi, hogy a védő egynél több kulcsot ismer, ami azt jelenti, hogy a támadó akkor sem hajlandó abbahagyni a kényszerítést, ha egy vagy több kulcsot felfednek: feltételezve, hogy a védő még mindig további kulcsokat tart vissza, amelyek további információkat tartalmaznak.

## Törvények
Egyes jogrendszerekben a törvények feltételezik azt, hogy az emberi szereplők ismerik az olyan dolgokat, mint a munkamenetkulcsok (vagy hozzáférnek azokhoz), ami hasonló a gumitömlővel dolgozó személyek feltételezéseihez. Erre példa az Egyesült Királyságban a nyomozási hatáskörök szabályozásáról szóló törvény, amely bűncselekménynek minősíti, ha a törvény által felhatalmazott kormánytisztviselő kérésére nem adják át a titkosítási kulcsokat.
Az amerikai belügyminisztérium szerint a bizonyítási teher, hogy a vádlott a kulcs birtokában van, az ügyészséget terheli; továbbá a törvény védelmet tartalmaz azon üzemeltetők számára, akik elvesztették vagy elfelejtették a kulcsot, és nem vonhatók felelősségre, ha úgy ítélik meg, hogy mindent megtettek a kulcs visszaszerzése érdekében.

## Konkrét eset
A 2017-es kenyai általános választásokat megelőzően meggyilkolták a Független Választási és Határválasztási Bizottság információs, kommunikációs és technológiai vezetőjét, Christopher Msandót. Ő jelentős szerepet játszott a választásokra szánt új szavazási rendszer kidolgozásában. Holttestén láthatóan kínzás nyomai látszottak, és felmerült az az aggály, hogy a gyilkosok jelszavas információkat próbáltak kiszedni belőle.

## Popkultúra
Egy jól ismert xkcd képregény (xkcd 538: Security) is foglalkozott a témával: az első panelben egy kripto kockafej azt képzeli, hogy a fejlett titkosításának (4096 bites RSA) köszönhetően a crackereket végül legyőzi, annak ellenére, hogy millió dolláros hardverhez férnek hozzá. A második panelben az információhoz hozzáférni vágyók egy ötdolláros csavarkulccsal és kínzással kényszerítik a kockát, hogy megadja nekik a jelszót.

## Külső linkek
- The Best Defense Against Rubber-Hose Cryptanalysis, by Cory Doctorow